# Acrosathe sybarita
Acrosathe sybarita är en tvåvingeart som först beskrevs av Friedrich Hermann Loew 1873.  Acrosathe sybarita ingår i släktet Acrosathe och familjen stilettflugor. Inga underarter finns listade i Catalogue of Life.